# Pouca Vogal
Pouca Vogal foi um projeto paralelo criado pelos músicos brasileiros Duca Leindecker, líder e guitarrista do Cidadão Quem, e Humberto Gessinger, líder e baixista dos Engenheiros do Hawaii. A dupla lançou dois álbuns e fez uma turnê entre 2009 e 2012.
A dupla forma um power duo e o nome "Pouca Vogal" se refere ao sobrenomes dos dois músicos, "Gessinger" e "Leindecker", dois sobrenomes alemães com poucas vogais. A logo, formada por uma aspas e uma vírgula entre parênteses, é uma referência as iniciais de cada sobrenome.

## História
Amigos desde o final dos anos 80, Duca Leindecker e Humberto Gessinger são líderes de duas grandes bandas do rock gaúcho, o Cidadão Quem e os Engenheiros do Hawaii, respectivamente. Em 2008, ambas as bandas encerraram as turnês de seus respectivos discos: 7, álbum de estúdio do Cidadão Quem e Acústico Novos Horizontes, álbum ao vivo e acústico dos Engenheiros do Hawaii, ambos lançados em 2007, interrompendo as atividades das duas bandas e viabilizando a realização do projeto, há bastante tempo idealizado pelos cantores. A dupla gravou oito canções em arranjos eletro-acústicos, que foram lançados no website oficial do grupo e deram origem ao álbum homônimo Pouca Vogal. Posteriormente à gravação das mesmas, a dupla realizou shows por várias cidades do país.
Em março de 2009, a dupla gravou o CD e DVD Pouca Vogal ao Vivo em Porto Alegre, no Teatro CIEE, em Porto Alegre. O show reúne músicas do Cidadão Quem e dos Engenheiros do Hawaii, além de músicas que a dupla compôs durante o ano de 2008. Em algumas canções, há também a participação da orquestra gaúcha PoA Pops, sob regência do maestro Fernando Cordella, com os arranjos de Tiago Kreutzer; e do baixista Luciano Leindecker, irmão de Duca e baixista do Cidadão Quem, tocando o contrabaixo e um instrumento criado por ele, chamado quince. Gravado de maneira independente, houve um intervalo de nove meses entre sua gravação e seu lançamento, pela gravadora Som Livre.
Em 9 de dezembro de 2012, em um show em Vitória da Conquista, na Bahia, foi anunciado que este seria o último show do projeto Pouca Vogal. Mais tarde Humberto publicou em seu perfil no Twitter um agradecimento a alguns colaboradores do projeto e aos fãs. Nos anos seguintes, Duca e Humberto passaram a se dedicar às suas carreiras solo. 
Em julho de 2017, Humberto afirmou, em uma entrevista, que a dupla poderia retornar, e Duca disse o mesmo em setembro. Pouco depois, no dia 23 de setembro, a dupla fez uma apresentação única durante o Festival Rock Gaúcho, tendo sido a última apresentação ao vivo.

## Integrantes
- Duca Leindecker: vocal, violão, guitarra, pandeirola e bombo leguero
- Humberto Gessinger: vocal, violão, guitarra, baixo, viola caipira, harmônica, piano, percussão eletrônica, midi pedalboard e dobro

### Músico convidado
- Luciano Leindecker: baixo

## Discografia
- (2008) Pouca Vogal
- (2009) Ao Vivo em Porto Alegre (também disponível em DVD)